# St. Sebastian (Eching am Ammersee)

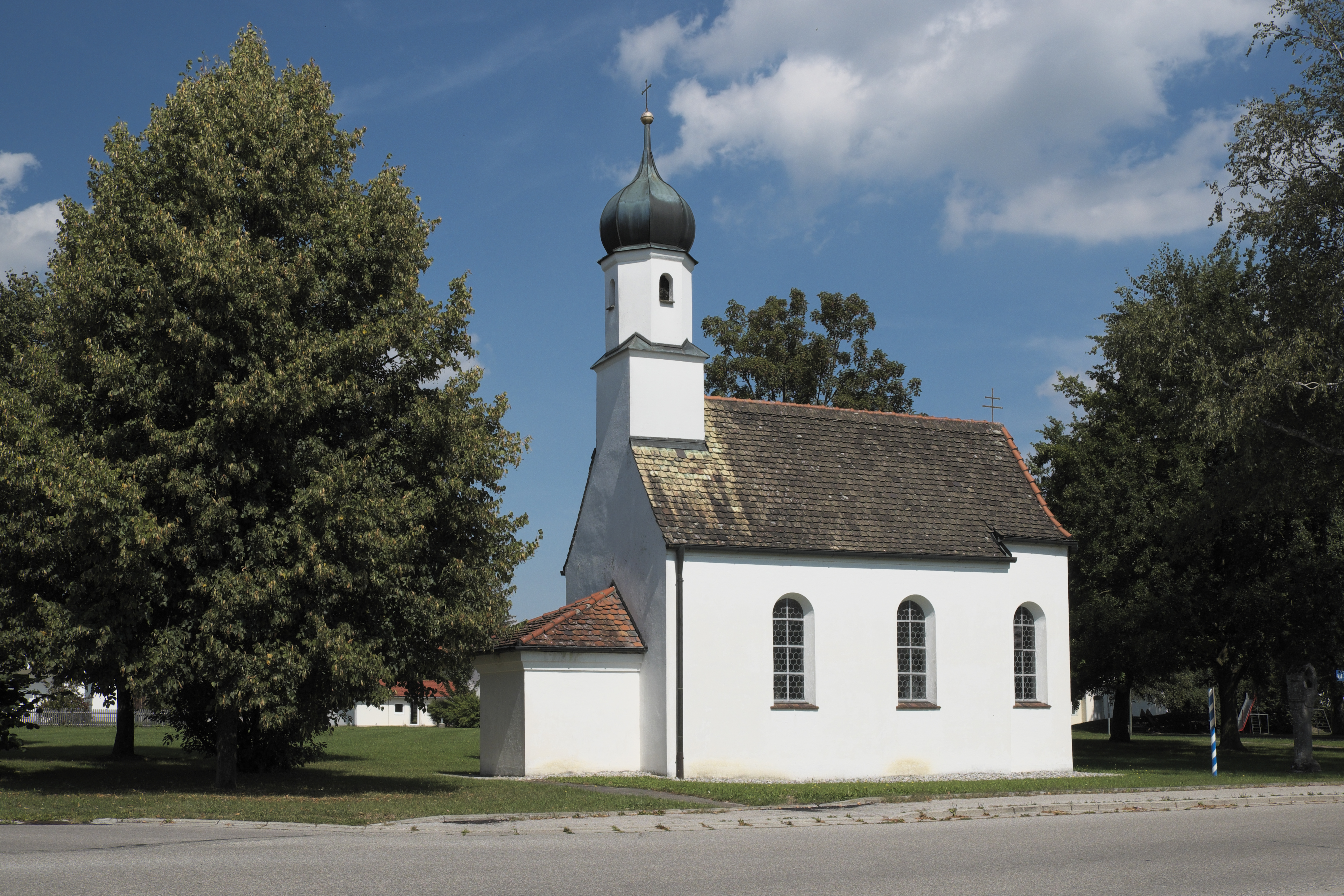
Kapelle St. Sebastian

Die Kapelle St. Sebastian ist eine kleine katholische Dorfkapelle in Eching am Ammersee (Oberbayern).

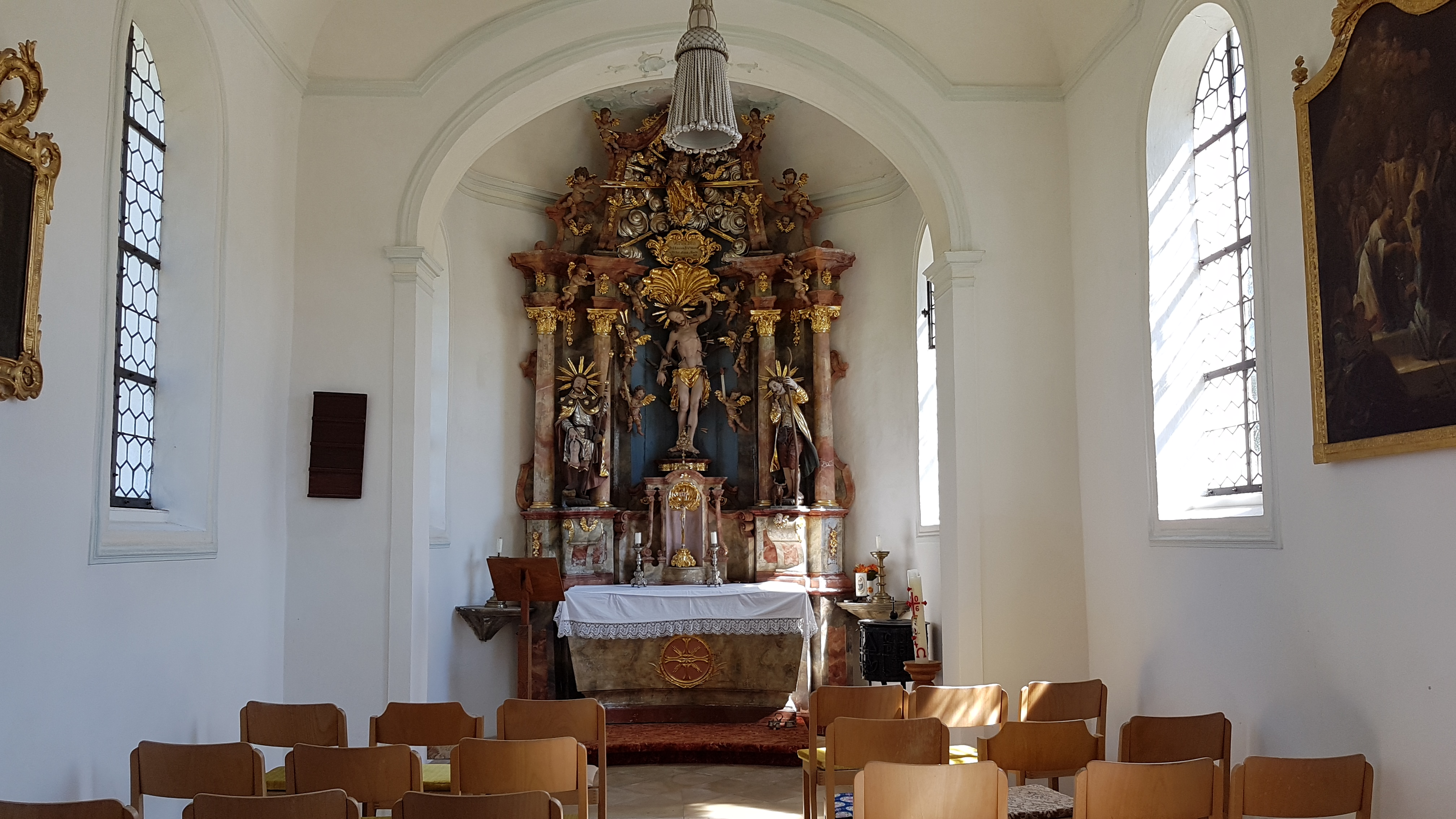
Kapelleninneres

## Geschichte
Die Sebastianskapelle wurde um das Jahr 1650 am südlichen Rand des Dorfangers unmittelbar neben der Pestsäule des Dorfes im Stil des Barock errichtet. Schutzpatron der Kapelle ist der heilige Sebastian.
Anlass zum Bau der Kapelle war ein Gelöbnis, das die Bürger des Dorfes während der Pestepidemie des Jahres 1650 abgaben. Der Seuche waren damals 20 Personen, über ein Zehntel der damaligen Dorfbevölkerung, erlegen. Zu Ehren von Maria und der Heiligen Sebastian und Rochus wurde die Kapelle auf einem öffentlichen Stück Grund am südlichen Rand des Dorfes errichtet und 1651 geweiht. 1685 wurde sie erweitert und auf ihre heutige Gestalt gebracht, 1754 erhielt der Kirchenraum seine heutige Rokoko-Ausstattung.

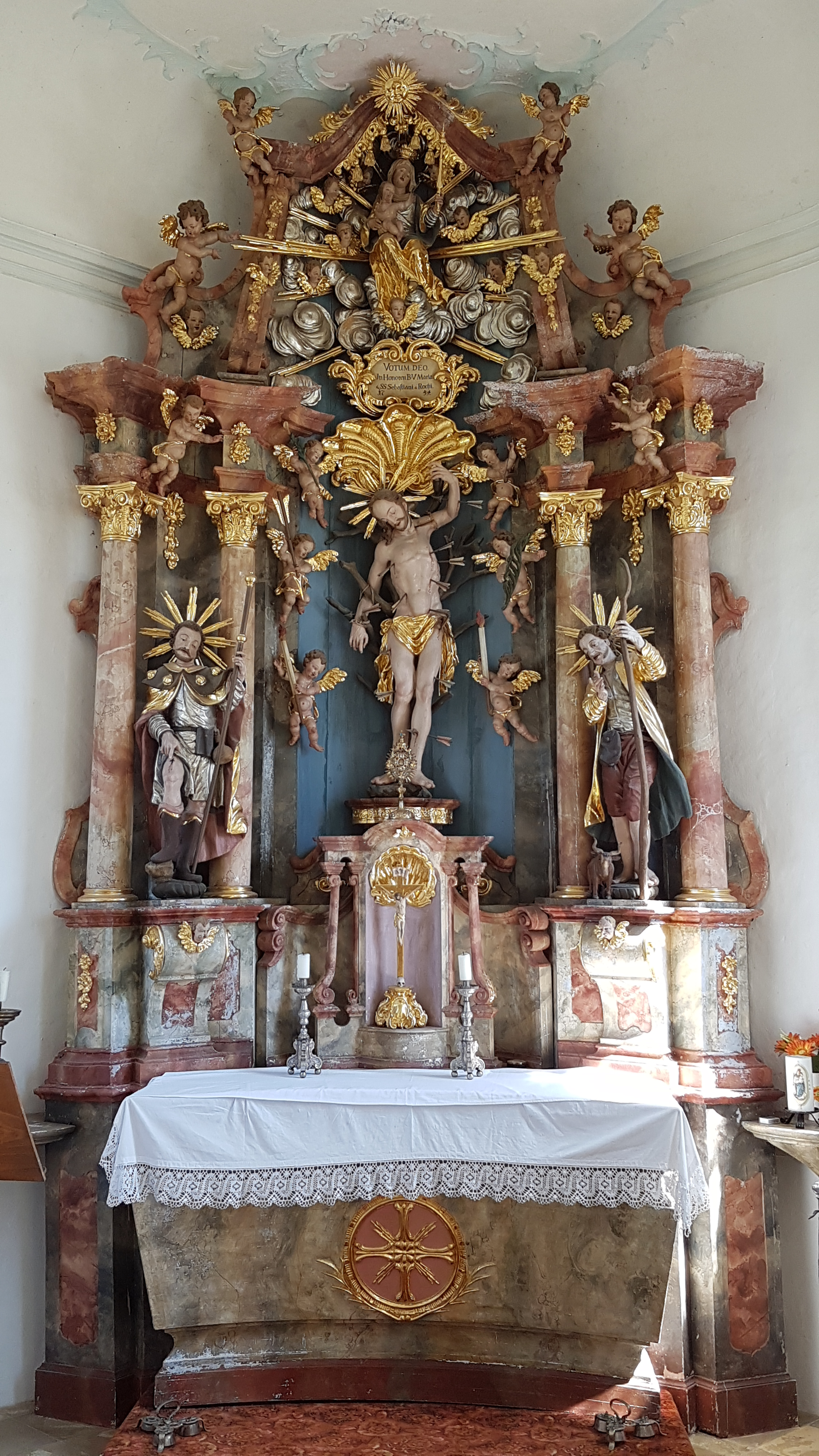
Rokoko-Altar (1754)

## Beschreibung
Die Außengestaltung des Baus ist schmucklos. An der Westseite ist ein kleiner Dachreiter aufgesetzt, der von einer Zwiebelhaube abgeschlossen wird. Der Innenraum der Kapelle ist mit Stuckaturen des Wessobrunner Stuckateurs Franz Xaver Schmuzer dekoriert. Der detail- und figurenreiche Hochaltar wurde von dem Landsberger Bildhauer Johann Luidl geschaffen und zeigt Figuren der Heiligen Sebastian, Rochus und Wendelin. An den Längswänden befinden sich 2 gute Gemälde, das linke zeigt als Stifterbild den damaligen Pfarrer Jakob Schorer, der die Pfarrkirche des Orts errichten und die Kapelle ausstatten ließ.
Seit Oktober 2016 findet alle zwei Monate ein Gottesdienst der evangelisch-lutherischen Kirchengemeinde Utting-Dießen mit der Feier des Heiligen Abendmahl statt.